# Sandro Trolliet
Sandro Trolliet (Salvenach, 3 de agosto de 1988) es un deportista suizo que compitió en curling.
Ganó una medalla de oro en el Campeonato Europeo de Curling Masculino de 2013. Participó en los Juegos Olímpicos de Sochi 2014, ocupando el octavo lugar en la prueba masculina.

## Palmarés internacional
| Campeonato Europeo | Campeonato Europeo  | Campeonato Europeo | Campeonato Europeo |
| Año                | Lugar               | Medalla            | Prueba             |
| ------------------ | ------------------- | ------------------ | ------------------ |
| 2013               | Stavanger (Noruega) | Medalla de oro     | Equipo             |